# Julien Lambroschini
Pour les articles homonymes, voir Lambroschini.
 (novembre 2018).
Julien Lambroschini est un acteur et scénariste français né à Berlin.

## Filmographie

### Acteur
- 1994 : Le Péril jeune : Bruno
- 1996 : Le Syndrome de Stendhal : Marie
- 1996 : Les Alsaciens ou les Deux Mathilde (téléfilm) : Louis no 1
- 1997 : L'amour est à réinventer : Axel
- 1999 : Women Talking Dirty de Coky Giedroyc
- 2002 : Aram : Stéphane

### Scénariste
- 2012 : Les Infidèles de Jean Dujardin, Gilles Lellouche, Alexandre Courtès
- 2014 : Respire de Mélanie Laurent
- 2016 : Going to Brazil de Patrick Mille
- 2017 : Plonger de Mélanie Laurent
- 2018 : Le Grand Bain de Gilles Lellouche
- 2019 : La Source de Rodolphe Lauga
- 2024 : L'Amour ouf de Gilles Lellouche